# Lasaia kennethi
Lasaia kennethi är en fjärilsart som beskrevs av Archibald C. Weeks 1901. Lasaia kennethi ingår i släktet Lasaia och familjen Riodinidae. Inga underarter finns listade i Catalogue of Life.